# 芬兰文学

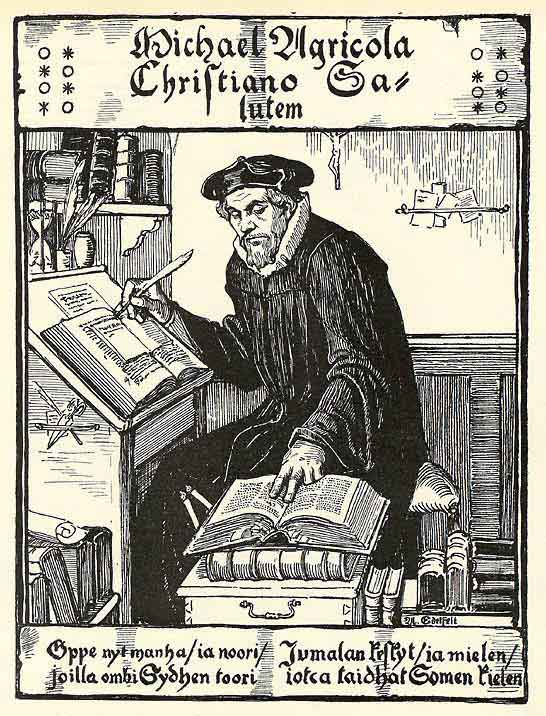
米卡埃尔·阿格里科拉

芬兰文学指的是在芬兰创作的文学。在欧洲中世纪早期，最早记录芬兰语支一种语言的文字记录是在大诺夫哥罗德发现的源于十三世纪早期的桦树树皮信件第292号。在芬兰发现的最早的文字记录是在芬兰中世纪（大约1200—1523年）用瑞典语或拉丁语写成的。在主教及芬兰路德派改革者米卡埃尔·阿格里科拉创建芬兰书面语文字之后，芬兰语文学才从十六世纪起开始慢慢发展。阿格里科拉在1548年把《新约圣经》翻译成芬兰语。
在十九世纪早期在当今为芬兰的地区列为俄国的统治之下。民族主义的高涨表现在文学运动当中，并被其进一步推动。当时的文学运动聚焦在芬兰民俗中。那个时代最重要的作品，用瑞典语及新兴的芬兰语写成的，是围绕着建立和保持一种强烈的芬兰民族认同之上（见卡累利阿主义）。成千上万的民谣诗歌收集编撰成《芬兰民族古典诗歌》。最著名的诗集是最初出版于1835年的《卡勒瓦拉》。最早用芬兰语写成的小说是阿莱克西斯·基维写成的《七兄弟》（1870年）。弗兰斯·埃米尔·西兰帕的作品《逆来顺受的后嗣》（Hurskas kurjuus）使他成为第一位芬兰诺贝尔奖获得者。另外一位著名的作家是韦伊诺·林纳。其他著名的作家有历史小说家米卡·瓦尔塔里和诗人埃诺·雷诺等。

## 芬兰作家
- 阿莱克西斯·基维
- 明娜·康特
- 弗兰斯·埃米尔·西兰帕
- 尤哈纳·海基·埃尔科
- 萨克里斯·托佩柳斯
- 埃诺·雷诺
- 尤哈尼·阿霍
- 阿尔维德·耶内费尔特
- 卡乌皮斯-赫伊基
- 泰乌沃·帕卡拉
- 桑泰里·伊瓦洛
- 阿尔戈特·温托拉
- 约翰内斯·林南科斯基
- 沃尔泰尔·基尔皮
- 埃娃·基尔皮
- 康拉德·莱赫蒂迈基
- 伊尔马里·基安托
- 约埃尔·雷赫托宁
- 赫拉·沃里约基
- 卡特丽·瓦拉
- 埃尔维·西内尔沃
- 赫尔维·海迈莱宁
- 阿尔沃·图尔蒂艾宁
- 奥拉维·帕沃莱宁
- 彭蒂·韩培
- 卡里·霍塔凯宁
- 谢尔·韦斯特
- 索菲·奥克萨宁
- 罗莎·利克索姆
- 乌拉-莱娜·伦德贝里
- 韦伊诺·林纳
- 米卡·瓦尔塔里
- 安蒂·图里
- 奥利·亚洛宁
- 帕伊蒂姆·斯塔托夫齐
- 帕沃·哈维科
- 莫妮卡·法格霍尔姆
- 安妮·屈托迈基
- 埃娃-莉萨·曼纳
- 尤卡·维基莱
- J·佩卡·迈凯莱
- 伊达·劳马
- 西尔帕·凯赫克宁